# Невен Будак
Невен Будак (Загреб, 3. мај 1957), историчар и редовни професор на Одсеку за историју Филозофског факултета у Загребу.

## Биографија
Невен Будак је рођен у Загребу 1957. године. Дипломирао је на катедри за историју на Филозофском факултету, Универзитет у Загребу. Магистарске студије је завршио 1983. године, а докторат 1991. године са темом Урбанизација Вараждинске жупаније до краја 16. века. Од 1980. године је запослен на Одсеку за историју Филозофског факултета у Загребу, на катедри за хрватску историју, где држи предмет: Хрватска историја средњег века. Редовни је професор од 2007. године.
Од 2006. године држи интердисциплинарне студије медиевистике на Филозофском факултету у Загребу. Од 1994-2002 је био професор и на постдипломским студијама средњевековне историје на Централноевропском универзитету у Будимпешти.
Од 2000-2004. године био је декан Филозофског факултета, а од 2003-2007. године и председник Хрватског историјског музеја. До 2012. године је био председник Хрватског националног одбора за историјске науке, а од 2009 до 2013. године био је члан Националног одбора за високо образовање. Члан је управног одбора Хрватског лексикографског завода.
Члан је Социјалдемократске партије Хрватске. У влади Зорана Милановића, од 06.01.2012. био је саветник председника Владе за науку и био је задужен за израду и спровођење Стратегије образовања, науке и технологије. 

### Монографске публикације
- Будак, Н. (2018) Хрватска повијест од 550. до 1100.. Загреб, Леyкам интернатионал.
- Будак, Н. (2007) Хрватска и Славонија у раноме новом вијеку. Загреб, Леyкам интернатионал.
- Будак, Н. & Раукар, Т. (2006) Хрватска повијест средњег вијека. Загреб, Школска књига.
- Будак, Н. & Милковић, K. (2004) Лексикон Хрватског националног одбора за повијесне знаности. Загреб, Хрватски национални одбор за повијесне знаности ; ФФ-пресс.
- Будак, Н., Стрецха, М. & Kрушељ, Ж. (2003) Хабсбурзи и Хрвати. Загреб, Средња Еуропа.
- Будак, Н. (2001) Kарло Велики. Kаролинзи и Хрвати. Сплит, Музеј хрватских археолошких споменика, Сплит.
- Будак, Н. (1994) Прва стољећа Хрватске. Загреб, Хрватска свеучилишна наклада.
- Будак, Н. (1994) Градови Вараждинске жупаније у средњем вијеку. Загreб, Kопривница, Др. Фелетар.

### Чланци
- Будак, Н. (2009) Kako se doista s jugonostalgičarskih pozicija može negirati hrvatska povijest ili o knjizi Johna V. A. Finea Ml. When Ethnicity did not matter in the Balkans: A Study of Identity in Pre-Nationalist Croatia, Dalmatia, and Slavonia in the Medieval and early Modern Periods, Ann Arbor: The University of Michigan Press 2006., Radovi Zavoda za hrvatsku povijest 41 (2009), 487-495.. Radovi Zavoda za hrvatsku povijest, 41, 487-495.
- Роксандић, Д., Агичић, Д., Анчић, М., Будак, Н., Пуповац, М., Радић, Р., Ранић, И., Ристовић, М. & Самарџић, Н. (2009) Сима Ћирковић: Синтеза српске повијести као изазов хрватској и српској хисториографији и култури. Radovi - Zavod za hrvatsku povijest, 41, 454-458.
- Будак, Н. (2007) Foundations and Donations as a Link Between Croatia and Dalmatia in the Early Middle Ages (9th – 11th C., Jahrbücher für Geschichte Osteuropas 55 (2007), sv. 4, 483-490.. Jahrbücher für Geschichte Osteuropas, 55 (4), 483-490.
- Будак, Н. (2005) Die Adria von Justinian bis zur Venezianischen Republik. Saeculum. Jahrbuch fuer Universalgeschichte, 56 (2), 199-213.
- Будак, Н. (2000) Slavery in Late Medieval Dalmatia/Croatia: Labour, Legal Status, Integration. Mélanges de l'École française de Rome. Moyen Age, 112 (2), 745-760.